# 1208 (szám)
Az 1208 (római számmal: MCCVIII) az 1207 és 1209 között található természetes szám.

## A szám a matematikában
A tízes számrendszerbeli 1208-as a kettes számrendszerben 10010111000, a nyolcas számrendszerben 2270, a tizenhatos számrendszerben 4B8 alakban írható fel.
Az 1208 páros szám, összetett szám. Kanonikus alakja 23 · 1511, normálalakban az 1,208 · 103 szorzattal írható fel. Nyolc osztója van a természetes számok halmazán, ezek növekvő sorrendben: 1, 2, 4, 8, 151, 302, 604 és 1208.
Az 1208 két szám valódiosztó-összegeként áll elő, ezek a 952 és az 1060.

## Csillagászat
- 1208 Troilus kisbolygó